# PRKCB1
La proteína quinasa C de tipo beta es una enzima que en humanos está codificada por el gen PRKCB .
La proteína quinasa C (PKC) es una familia de proteínas quinasas específicas de serina y treonina numerada como EC 2.7.11.13 que pueden ser activadas por el calcio y diacilglicerol. Los miembros de la familia PKC fosforilan una amplia variedad de dianas proteicas y se sabe que están involucrados en diversas vías de señalización celular.

Los miembros de la familia PKC también sirven como receptores principales para ésteres de forbol, una clase de promotores tumorales. Cada miembro de la familia PKC tiene un perfil de expresión distinto en las células. La proteína codificada por este gen es uno de los miembros de la familia PKC. 
Se ha informado que esta proteína quinasa está involucrada en muchas funciones celulares diferentes, tales como la activación de células B, inducción de apoptosis, proliferación de células endoteliales y absorción intestinal de azúcar. Los estudios en ratones también sugieren que esta quinasa puede regular las funciones neuronales y correlacionar el comportamiento conflictivo inducido por el miedo después del estrés. Alternativamente, se han informado variantes de transcripciones empalmadas que codifican distintas idoformas. Este gen podría estar asociado con el autismo.

## Interacciones
Se ha demostrado que PRKCB1 interactúa con RIPK4, quinasa del receptor adrenérgico beta, PDLIM5 y GNB2L1 .